# شوروایلر
شوروایلر (به آلمانی: Köln-Chorweiler) یک منطقهٔ مسکونی در آلمان است که در کلن واقع شده‌است. شوروایلر ۶۷٫۲ کیلومتر مربع مساحت و ۸۰٬۸۷۰ نفر جمعیت دارد.